# 卡拉洛尔
卡拉洛尔（开发代号：BM-51052）是一种含氮有机化合物，化学式C
18H
22N
2O
2，能作为β受体阻滞剂。